# Wahlen zum Dáil Éireann 1981
- Anti H: 2
- Unabh.: 6
- LAB: 15
- FG: 65
- FF: 78

Die Wahlen zum Dáil Éireann 1981 fanden am 11. Juni 1981 statt. Bestimmt wurden die Mitglieder des 22. Dáil.
Die nun 166 Parlamentarier (18 mehr als bei der Wahl zuvor) versammelten sich erstmals am 30. Juni; ihre Amtszeit dauerte lediglich 252 Tage.
Die Wahl 1981 war die erste von fünf Unterhauswahlen in den 1980er Jahren. Bei ihr traten drei neue Anführer der drei größten Parteien zu ihrer ersten Wahl an: Charles Haughey war seit 1979 Taoiseach und Anführer von Fianna Fáil, Garret FitzGerald neuer erster Mann bei Fine Gael und Michael O’Leary bei der Labour Party.
Fianna Fáil schien 1981 sehr populär und so wollte Charles Haughey die Wahl recht früh im Jahr ansetzen, doch diverse Ereignisse verzögerten diese bis in den Sommer. Die Wahlprogramme von Fianna Fáil und Fine Gael versprachen Steuerkürzungen und weitere Subventionen, schienen jedoch unrealistisch, vor allem da die Staatsverschuldung immer stärker anwuchs und außer Kontrolle zu geraten schien.
Bei der Wahl, die während des Hungerstreiks von 1981 stattfand, traten mehrere, in den nordirischen Gefängnissen Maze und Armagh inhaftierte IRA- und INLA-Mitglieder als Anti H-Block an. Zwei von ihnen wurden gewählt, nahmen jedoch ihre Sitze nicht ein.
| Partei       | Anführer           | Sitzverteilung | Sitzverteilung | Sitzverteilung | Nachwahlen (0) | Nachwahlen (0) | Nachwahlen (0) | Nachwahlen (0) |
| ------------ | ------------------ | -------------- | -------------- | -------------- | -------------- | -------------- | -------------- | -------------- |
| Partei       | Anführer           | Anzahl         | ±              | %-Verteilung   | Verloren       | Gewonnen       | Behalten       | ±              |
| Fianna Fáil  | Charles J. Haughey | 78             | −6             | 46,99 %        |                |                |                |                |
| Fine Gael    | Garret FitzGerald  | 65             | +22            | 39,16 %        |                |                |                |                |
| Labour Party | Michael O’Leary    | 15             | −2             | 9,04 %         |                |                |                |                |
| Anti H-Block |                    | 2              | +2             | 1,20 %         |                |                |                |                |
| Unabhängige  | Unabhängige        | 6              | +2             | 3,61 %         |                |                |                |                |
|              |                    | 166            | +18            |                |                |                |                |                |